# Topaz (telewizor)
Topaz – polski odbiornik telewizyjny produkowany przez zakłady WZT (Warszawskie Zakłady Telewizyjne), pod koniec lat 60. XX wieku.
Był to odbiornik 21 calowy, lub 23 calowy (Topaz 23) przystosowany do odtwarzania telewizji czarno-białej, nadawanej według standardu OIRT w zakresach I-III pasma VHF, obejmujących 12 kanałów. Możliwe było wbudowanie konwertera do odbioru programów w zakresie IV pasma UHF. Odbiornik opracowano na drodze modyfikacji i rozbudowy telewizora Agat.